# Corps Joannea
Das Corps Joannea ist eine Studentenverbindung in Graz. Seit 1919 ist Joannea im Kösener SC-Verband. Mit dem Corps Vandalia, dem Akademischen Corps Teutonia zu Graz und dem suspendierten Corps Danubia bildet Joannea den Senioren-Convent zu Graz.

## Geschichte
Das Corps ist benannt nach Erzherzog Johann von Österreich, der das Joanneum als Vorläufer der Technischen Universität Graz gegründet hatte. Am 9. November 1861 als technische Verbindung mit den Farben schwarz-rot-grün gestiftet, gehört Joannea zu den ältesten Grazer Studentenverbindungen. Am 2. Februar 1862 erklärte sie sich zum Corps. Am 7. Februar 1862 wurde der Wahlspruch „Für Heimat, Burschenwohl und Ehr, tönt unser Lied, blinkt unsre Wehr!“ angenommen. Die Farben wurden am 1. November 1862 in grün-gold-rot auf goldener Perkussion geändert. Am 1. Oktober 1863 erfolgte die Umwandlung in eine „Technische Verbindung“. Ein Teil der Mitglieder war mit dieser Rückverwandlung nicht einverstanden, trat deshalb im Wintersemester 1863/64 aus und stiftete das Corps Franconia.
Joannea nahm 1865 – vor dem Deutschen Krieg – die Bezeichnung Deutsche Studentenverbindung an. Wegen Fechtstreitigkeiten mit den anderen Verbindungen suspendierte sie am 25. Juni 1869. Am 9. Juli 1869 rekonstituierte sie als Corps mit dem Wahlspruch Gladius ultor noster!.

### Corpsverbände
Joannea war am 17. Dezember 1874 Mitbegründerin des Verbandes der Corps an österreichischen Hochschulen (VCÖH). Am 5. Mai 1875 wurden alle Grazer Verbindungen wegen der Proteste gegen den Besuch von Alfonso Carlos de Borbón behördlich aufgelöst. Am 13. Oktober 1875 wurde „Franconia“ mit den Farben blau-grün-gold als Ersatzcorps gestiftet. Bereits am 15. Dezember 1875 konnte der alte Name wieder angenommen werden. Der VCÖH löste sich am 24. März 1877 auf. Joannea gehörte am 29. März 1877 zu den konstituierenden Mitgliedern des Linzer Delegierten-Congresses der österreichischen Corps. Später unter dem Namen Melker Congress, suchte der Verband nach dem Deutschen Krieg zumindest Anlehnung an den Kösener SC-Verband.

### Deutschnationale Ausrichtung
Als der Melker Congress sich wegen des zunehmenden Nationalitätenkonflikts in der österreichischen Akademikerschaft am 25. April 1887 auflöste, blieb Joannea zunächst verbandsfrei. 1894 beteiligte sie sich mit sechs Corpsburschen an der Gründung der Vandalia Graz. Um die Jahrhundertwende bewahrte sie das Corps Schacht Leoben und das Corps Teutonia Graz vor der Suspension. Am 13. März 1898 gehörte Joannea zu den Gründern des deutschnationalen Hohensalzburger SC-Verbandes (HSSCV). Gegen Zahlung einer Gebühr von 50 Gulden erhielt sie im selben Jahr den Ehrentitel „Gründer des Vereins Südmark“. Nach Auflösung des Hohensalzburger Senioren-Convents-Verbandes am 13. Februar 1902 wieder verbandsfrei, war Joannea vom 3. April 1909 bis zum 11. Februar 1911 im Dürnsteiner Senioren-Convents-Verband. Wie viele Corps in Graz litt auch Joannea zwischen 1890 und 1910 unter Mitgliederschwund, konnte jedoch im Wintersemester 1905/06 zwölf Burschen und acht Füchse melden. Auf einem Arbeitstreffen der Corps im November 1908 in Salzburg schlug ein Mitglied des Corps Joannea die Einführung eines Arierparagraphen und deutschvölkischer Erziehung als Basis des Corpslebens vor. Dieser Vorschlag wurde von der Mehrheit der anwesenden Corps angenommen.

### Zwischenkriegszeit
Nach dem Ersten Weltkrieg stellten die Grazer Waffenstudenten unter corpsstudentischer Führung einen Sicherheitsdienst auf, der öffentliche Einrichtungen der Stadt schützte. Nachdem Joannea wie Vandalia Graz schon 1914 die Aufnahme beantragt hatte, wurde sie am 4. Juni 1919 mit Vandalia und Teutonia als Grazer SC in den KSCV aufgenommen. 1924 zählte sie zu den Gründungsmitgliedern des Süddeutschen Kartells. Ab 1929 gewährte Joannea der deutsch-baltischen Fraternitas Hanseatica Waffenschutz. Nach der Auflösung des KSCV am 28. September 1935 blieben die österreichischen Corps bis zum 17. März 1938 in der (noch heute bestehenden) Arbeitsgemeinschaft der österreichischen Corps zusammen. Nachdem der Anschluss Österreichs dem Ständestaat ein Ende gemacht hatte, suspendierte Joannea im Mai 1938. Corpsführer war Kurt Maulaz (1905–1969). Mit den Corps Teutonia und Vandalia und der Landsmannschaft Viruna betreute sie ab 1938 die Kameradschaft mit dem endgültigen Namen „Wilhelm Gustloff“.

### Reaktivierung
Die Reaktivierung des Altherrenvereins wurde am 28. Januar 1946 beschlossen, aber erst am 1. August 1951 nach einem Urteil des Verfassungsgerichtshofes anerkannt. Bereits vorher, im Wintersemester 1950/51, wurde die Aktivitas unter dem Namen „Studentenclub Graecium“ mit den alten Farben rekonstituiert. Die Kösener Corps in Österreich wurden seit der Rekonstitution des KSCV am 19. Mai 1951 als Mitglieder anerkannt, auch wenn diese formal an der Rekonstitution nicht beteiligt waren. Der Studentenclub Graecium beschloss am 9. November 1951, den Namen Joannea wieder zu führen. Wenig später erfolgte die Genehmigung. Unter seinen alten Farben bezog das Corps 1952 das alte Corpshaus.

## Archiv
Joanneas Archiv wird seit 1938 im Steiermärkischen Landesarchiv verwahrt (69 Kartons sowie eine kleine Hutschachtel).

## Mitglieder
In alphabetischer Reihenfolge
- Richard Bayer (1907–1989), Gynäkologe und Studentenhistoriker
- Richard Bratusch (1861–1949), Justizminister, Präsident des OLG Graz
- Adalbert Buchberger (1888–1962), Ingenieur und Abgeordneter
- Felix Busson (1874–1953), Bergingenieur
- Paul Busson (1873–1924), Journalist und Schriftsteller
- Max de Crinis (1889–1945), Psychiater
- Erich Czech (1890–1966), Journalist
- Jakob Fellin (1869–1951), Bibliothekar
- Hugo Gasteiger (1899–1978), Ophthalmologe
- Fritz Hartmann (1900–1946), Chirurg, Hochschullehrer in Berlin
- Georg von Hauberrisser (1841–1922), Architekt
- Paul Heigl (1887–1945), Bibliothekar
- Herbert Koch (1882–1968), Hochschullehrer
- Hans Krajewski (1910–1987), Architekt
- Friedrich Magerl (1931–2020), Chirurg
- Wolfgang Marchart (1945–2008), Bezirkshauptmann in Klagenfurt
- Franz Niedner (1905–1974), Chirurg und Hochschullehrer in Ulm
- Günter Polajnar (* 1945), Brigadier, ehemaliger Kommandant der 7. Jägerbrigade
- Hanns Albin Rauter (1895–1949), SS-Obergruppenführer
- Arnold Schober (1886–1959), Archäologe
- Alois Wölfler (1882–1971), Parlamentarier (ÖVP)

## Verhältnisse
Seit 1908 steht Joannea im Vorstellungsverhältnis mit dem Akademischen Corps Symposion Wien. Das Corps gehört zum Süddeutschen Kartell:
- Corps Athesia Innsbruck
- Corps Bavaria Erlangen
- Corps Franconia Würzburg
- Corps Makaria München
- Corps Schacht Leoben